# Estadio Domecq
El Estadio Domecq fue el primer estadio de fútbol de Jerez de la Frontera, este fue sede del Xerez FC, Xerez CD y Jerez Industrial CF antes de su derribo.

## Historia
Las primeras noticias sobre este campo de fútbol las encontramos en diciembre de 1923 cuando el Jerez F. C., piensa en la construcción de un nuevo campo de fútbol y tuvo la suerte de que un verdadero amante del balompié, D. José Paz Partida se ofreciera a levantar el campo de fútbol.
De esta forma se llegó a un acuerdo entre el club y el Sr. Paz, al arrendar parte de su finca Villa Mercedes, situada en el Parque González Hontoria, comprendida entre la casa y la Ronda para edificar un campo de fútbol, dando además el dinero suficiente para hacerlo con un cierto interés y la entrega de 5.000 pesetas por parte del Jerez, como garantía antes de empezar todo el trabajo.
El partido el cual inauguró el estadio fue entre la ya extinta Unión Deportiva Jerezana y el Sevilla FC. Se inauguró bajo el nombre de "Stadium del Parque", ya que se encontraba junto al Parque González Hontoria.

### Remodelación
En 1932 se anunciaron las reformas del estadio, debido a que carecía de medios e infraestructuras para albergar los partidos de un equipo que aspiraba a participar en las mejores categorías del fútbol español.
En el año 1949 el Xerez CD consigue en el estadio el primer ascenso a tercera división de su historia

### Copa del Generalísimo
En 1969, al Xerez, le tocó en suerte para la siguiente eliminatoria de la Copa del Generalísimo, el equipo del Imperial de Murcia, pero los xerecistas se retiraron de la competición. Los motivos fueron monetarios, el Xerez no tenía una economía demasiado saneada y el desplazamiento a Murcia resultaba caro. Además, el Domecq no tenía iluminación para que el partido se jugara por la noche y se debía de hacer, como ya se hizo ante el Real Jaén, en un día laborable y a las cuatro de la tarde, lo que significaba una asistencia de público muy pobre. Todos estos motivos llevaron a que el club decidiera retirarse de esta competición.
En 1970 le tocó en suerte eliminarse con el Sestao. El primer encuentro debía de jugarse en Jerez, pero como el estadio Domecq, continuaba sin tener iluminación para partidos nocturnos, el Xerez C.D., lo jugó en el Estadio Ramón de Carranza de Cádiz. Hubo una buena entrada, la mayor taquilla que el club había conseguido en lo que iba de temporada, pese a jugar en campo ajeno.

### Jerez Industrial - Xerez Deportivo
Eran popularmente conocidos los encuentros entre los dos clubes de Jerez en la década de los 60, ya que coincidieron en la misma categoría. Destacaba en estos la agresividad futbolística y los incidentes en las gradas. Los aficionados más prudentes abandonaban el estadio incluso 20 minutos antes del final del encuentro para evitar dichos incidentes.

## Derribo
El 7 de junio de 1988. Antes de dar las vacaciones a la plantilla del Xerez C.D. se jugó un amistoso entre el Xerez y la Real Balompédica Linense, que sirvió para despedir al entrañable estadio Domecq. El conjunto xerecista homenajeó a diferentes personalidades, sobre todo exjugadores, entrenadores y directivos.